# 岡地駅 (遠州鉄道)
岡地駅（おかじえき）は、静岡県引佐郡細江町中川（開業時は旧・引佐郡中川村中川、現・浜松市浜名区細江町中川）にあった遠州鉄道奥山線の駅（廃駅）である。奥山線の廃線に伴い1964年（昭和39年）11月1日に廃駅となった。

## 歴史
- 1915年（大正4年）12月28日：浜松鉄道金指駅 - 気賀駅（後の気賀口駅）間延伸開通に伴い開業[1][2][3]。
- 1940年代前半：戦時体制に伴い休止駅となる[2][3]（あるいは廃止[1]）。
- 1947年（昭和22年）5月1日：浜松鉄道が遠州鉄道と合併。それに伴い遠州鉄道奥山線の駅となる（休止（廃止）中）[1]。
- 1954年（昭和29年）10月1日：営業再開[1][2][3]。
- 1964年（昭和39年）11月1日：奥山線の廃線に伴い廃止となる[1][2][3]。

## 駅構造
廃止時点で、単式ホーム1面1線を有する地上駅であった。ホームは線路の北側（奥山方面に向かって右手側）に存在した。転轍機を持たない棒線駅となっていた。
列車交換設備を有さない無人駅となっていた。ホームは奥山方に階段を有し駅施設外に連絡していた。
日本国有鉄道二俣線との並走区間にあり、奥山線の線路のすぐ南を二俣線の線路が通っていたが、そちらにはホームなどは無かった。

## 駅周辺
当線廃止後の1987年（昭和62年）3月15日に、当駅跡附近に天竜浜名湖鉄道天竜浜名湖線気賀高校前駅（現・岡地駅）が開業した。
- 国道362号
- 旧静岡県立気賀高等学校（2015年に静岡県立浜松湖北高等学校として統合される形で閉校）
- 都田川

## 駅跡
2007年（平成19年）8月時点では、石積みのホーム擁壁が残存し、附近の民家が使用中であった。
また、当駅跡附近の線路跡は、2007年（平成19年）8月時点では生活道路になっていた。気賀高校附近から気賀口駅跡附近までは国道362号に転用されている模様であった。

## 隣の駅
遠州鉄道
奥山線
金指駅 - 岡地駅 - 気賀口駅